# Angel (canção de Exo)
Angel (Into Your World) (em coreano:  "너의 세 상으로"; em chinês:  "你的世界"), é uma canção de gênero R&B da boy band sul-coreana-chinesa Exo, interpretada pelos subgrupos EXO-K e EXO-M. Disponível em coreano e mandarim, a canção foi incluída em seu primeiro EP, Mama, que foi lançado digitalmente em 9 de abril de 2012, sob o selo da gravadora SM Entertainment. Foi lançada nas rádios como single promocional em 1 de maio de 2012.

## Lançamento e promoção
"Angel" foi composta por Hyuk Shin DK e Sasha Hamilton e arranjada por Hyuk Shin e Sasha Hamilton. J. Lewis forneceu os vocais na versão demo que foi enviado para várias gravadoras antes da empresa de entretenimento da Coreia do Sul, SM Entertainment obtendo os direitos sobre a canção. A versão final removeu as letras originais em inglês e foram substituídas por latras em coreano (compostas por Yoon-Gyeong Jo) e mandarim (compostas por Michie e Liu Yuan). A canção foi lançada pelos subgrupos do EXO (EXO-K e EXO-M) em seu EP "Mama", sob o título de 너의 세상으로 (Angel) para a versão em coreano, e 你的世界 (Angel) para a versão em mandarim.
Exo fez sua primeira performance da música durante o showcase de estréia do EXO em 31 de março de 2012 em Seul, Coreia do Sul. A canção liderou as paradas no número um na China.

## Desempenho nas paradas
| Gráfico          | Melhores posições |
| ---------------- | ----------------- |
| Sina Music Chart | 1                 |